# Яцюки
Яцюки́ —  село в Україні, в Обухівському районі Київської області. Населення становить 263 осіб.
Клірові відомості, метричні книги, сповідні розписи церкви Пресвятої Трійці с. Яцюки Київського воєв., з 1797 р. Богуславського, з 1846 р. Ісайківської волості Канівського пов. Київської губ. зберігаються в ЦДІАК України. http://cdiak.archives.gov.ua/baza_geog_pok/church/yats_005.xml [Архівовано 16 липня 2019 у Wayback Machine.]